# Katholieke Kerk in Afrika

Kaart van Afrika

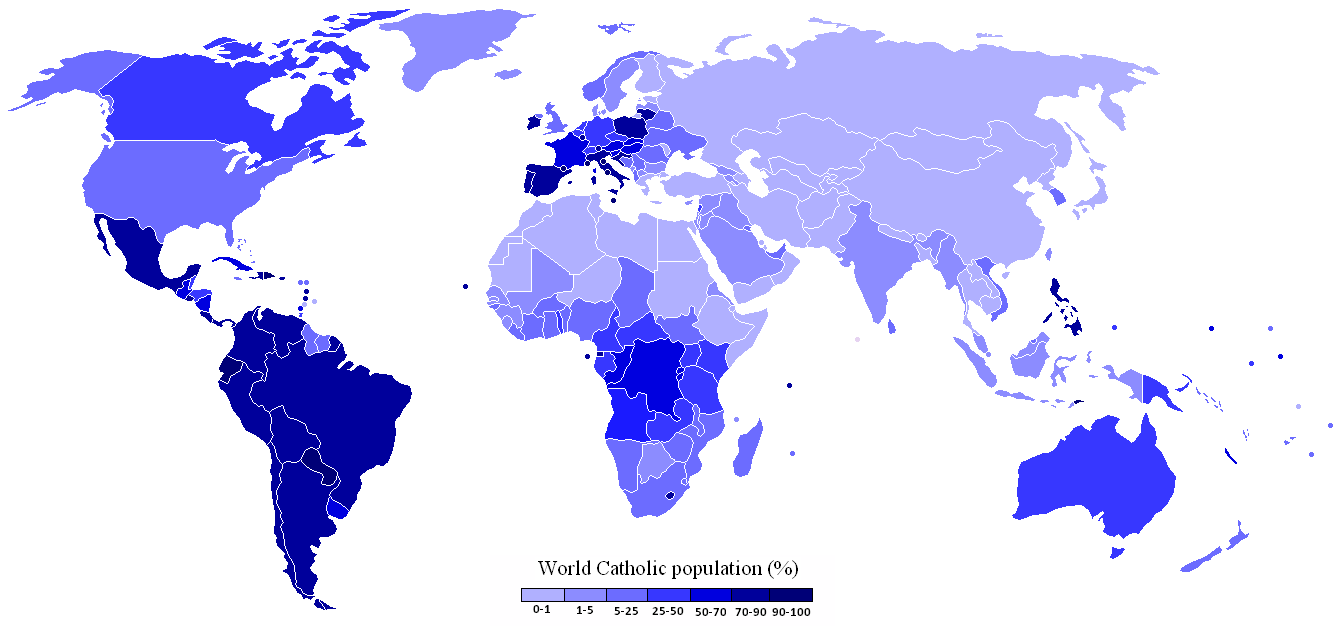
Verspreiding van het katholieke geloof in de wereld.

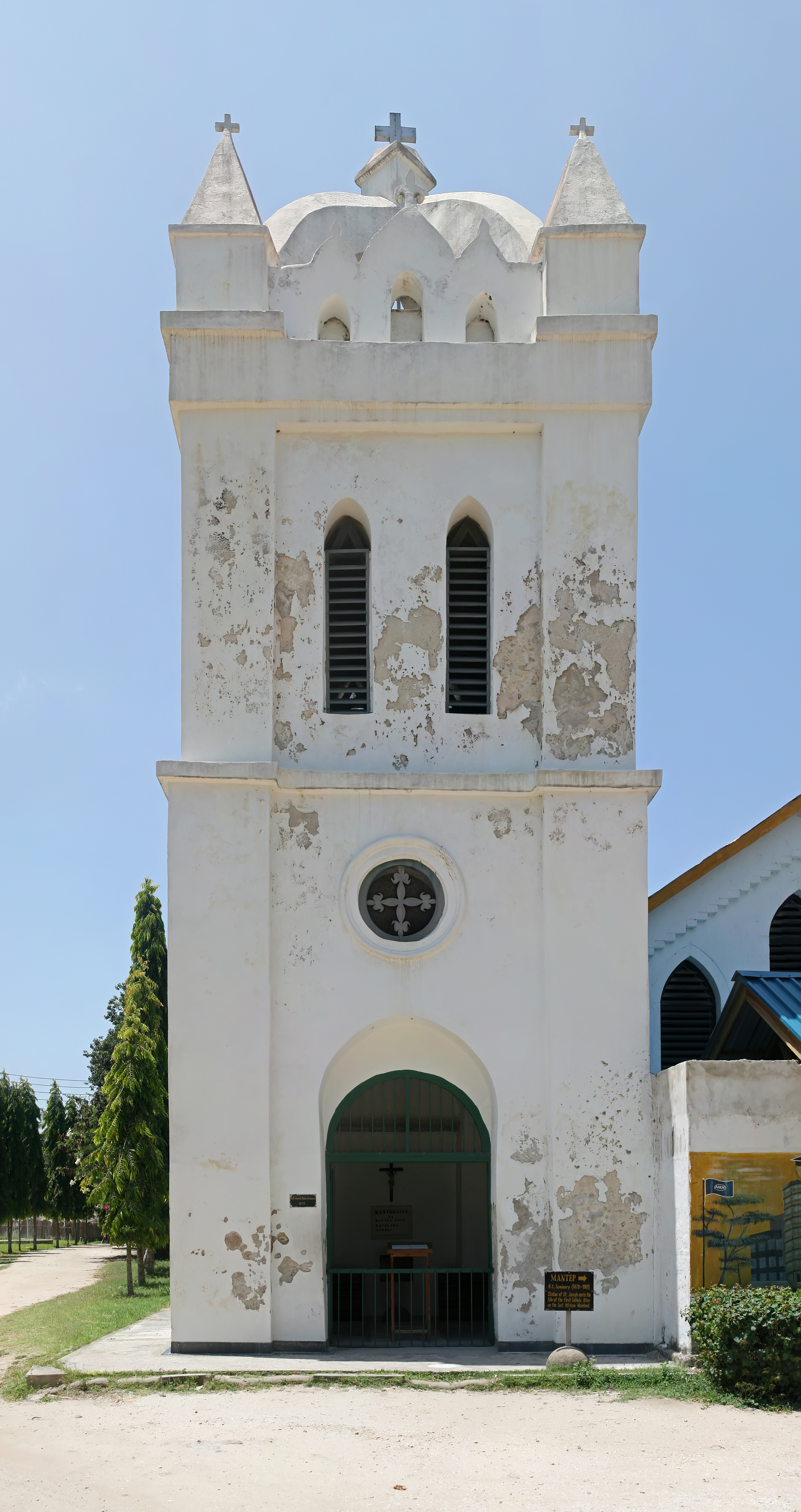
De eerste kerk in Oost- en Centraal-Afrika, gebouwd in 1868. Het lichaam van dokter Livingstone werd tijdelijk in deze kerk bewaard onderweg naar Engeland om begraven te worden.

De Katholieke Kerk in Afrika is het onderdeel van de Rooms-Katholieke Kerk in de verschillende landen van Afrika. In 2005 waren ongeveer 137.500.000 (16,6%) van de 830.500.000 inwoners van Afrika katholiek. In 2009, toen paus Benedictus XVI Afrika bezocht, werd dit aantal geschat op 158 miljoen. Er wordt geschat dat in 2025 230 miljoen Afrikanen katholiek zullen zijn.

## Geschiedenis
De kerstening van Afrika begon in de eerste eeuw na Christus met de stichting van het patriarchaat van Alexandrië, een van de vijf oorspronkelijke patriarchaten (naast Antiochië, Rome, Constantinopel en Jeruzalem).
In de eeuwen hierna kwamen veel belangrijke leden van de Kerk uit Afrika, waaronder de heilige Augustinus van Hippo en de heilige Clemens van Alexandrië. Kerken in oostelijk Noord-Afrika zoals in Egypte en Ethiopië waren veelal loyaal aan de oostelijke patriarchaten, maar die in westelijke Noord-Afrika waren loyaal aan Rome. Drie vroege pausen kwamen uit de Romeinse Afrikaanse provincies. Dit waren paus Victor I (rond 186/189 - 197/199), paus Miltiades (310 - 314) en paus Gelasius II (492 - 496).
Met de opkomst van het Islamitisch Kalifaat in de 7e eeuw kwam christelijk Noord-Afrika onder islamitische heerschappij. Het christendom in Noordwest-Afrika zou langzaam verdwijnen. Toen de Fransen in 1830 Algerije en Tunesië koloniseerden was het christendom, hier niet meer aanwezig.
In andere delen van Afrika bleef het christendom bestaan, veelal als minderheid, zoals in Egypte en in een enkel geval als meerderheid, in Ethiopië
Met de kolonisatie van Afrika door christelijke Europese landen eind 19e eeuw werd het christendom opnieuw geïntroduceerd. Vooral in Afrika ten zuiden van de sahara kreeg het christendom een sterke aanwezigheid. Afhankelijk van de religie van de kolonisator werden vooral katholieke of protestantse missies gestart in de Afrikaanse gebieden. Het percentage katholieken is heden ten dage vooral hoog in de voormalige Franse, Portugese en Belgische koloniën.

## Structuur en organisatie
Net zoals in de rest van de wereld is de Katholieke Kerk in Afrika ingedeeld in parochies, decanaten, bisdommen en kerkprovincies. De grenzen van kerkprovincies vallen niet altijd samen met de landsgrenzen. In grotere landen, landen met weinig katholieken en vanwege historische redenen kan men hiervan afwijken.
In missiegebieden waar de kerkelijke hiërarchie nog niet volledig gevestigd is, zijn apostolische vicariaten, waarin een apostolisch vicaris de bisschoppelijke rechtsmacht in naam van de Heilige Stoel uitoefent.
Naar aanleiding van het Tweede Vaticaans Concilie (1962-1965) werd het Symposium of Episcopal Conferences of Africa and Madagascar (SECAM) opgericht. In dit symposium zijn alle katholieke bisschoppenconferenties van Afrika verenigd. Het Afrikaanse continent is verder ingedeeld in negen regionale zones van bisschoppenconferenties.